# Т
Cette page contient des caractères spéciaux ou non latins. S’ils s’affichent mal (▯, ?, etc.), consultez la page d’aide Unicode.
Ne doit pas être confondu avec T.

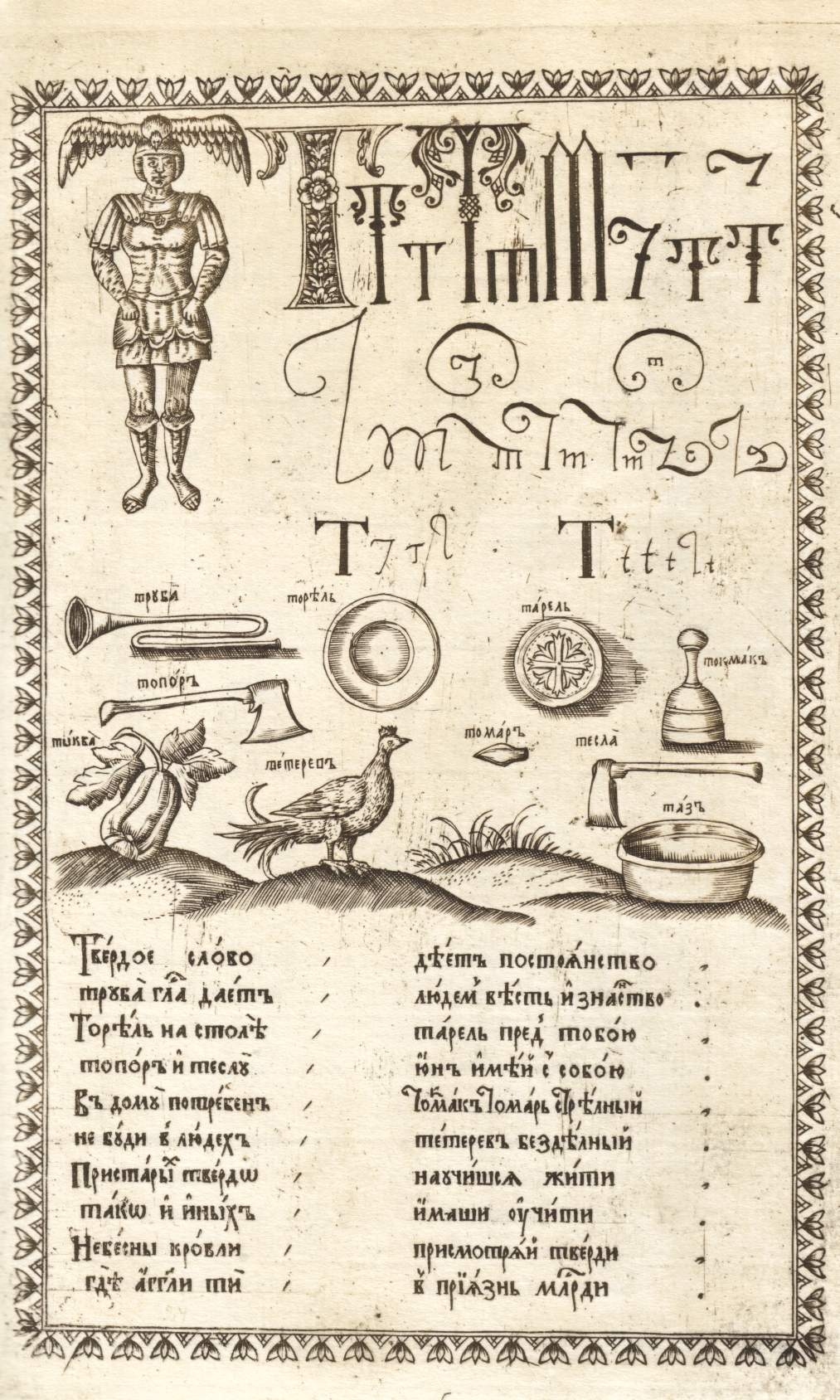
Les formes du té dans l’Alphabet de Karion Istomin de 1694.

Te (capitale : Т, minuscule : т ou, pour le te haut, ᲄ, et pour le te à trois jambes, ᲅ) est une lettre de l'alphabet cyrillique.

## Linguistique
Т représente le son /t/.

## Représentation informatique
- Unicode[1] :
  - Capitale Т : U+0422
  - Minuscule т : U+0442